# La rebelión (serie de televisión)
La rebelión es una serie de televisión por internet de suspenso dramático mexicano producida por Elefantec Global para la plataforma de streaming de TelevisaUnivision, Vix. Es una historia original de Adriana Pelusi, la cual, se lanzó desde el 17 de noviembre de 2022 hasta el 15 de diciembre del mismo año, a través de Vix.
Esta protagonizada por Aracely Arámbula, Daniela Vega, Ana Serradilla y Adriana Paz, junto a un reparto coral.

## Reparto

### Principales
- Aracely Arámbula como Mónica  Bedolla 
  - Macarena García interpretó a Mónica Bedolla de joven
- Daniela Vega como Jana
  - Macarena Oz interpretó a Jana de joven
- Ana Serradilla como Alejandra
  - Alexia Alexander interpretó a Alejandra joven
- Adriana Paz como Ivonne
  - Mariana Rendón interpretó a Ivonne joven
- Alejandro de la Madrid como Mauricio
- Blanca Guerra
- Dalexa Meneses como Regina
- Ricardo Kleinbaum
- Manuel Villegas como Diego

### Recurrentes e invitados especiales
- Luis Arrieta como Roberto
- Arap Bethke
- Clementina Guadarrama
- Matilde Castañeda como Tatiana
- Erik Guecha
- Sergio Bonilla

## Episodios
| N.º | Título                | Fecha de lanzamiento original |
| --- | --------------------- | ----------------------------- |
| 1   | «Lejos de casa»       | 17 de noviembre de 2022       |
| 2   | «Planes de escape»    | 17 de noviembre de 2022       |
| 3   | «Dudas»               | 24 de noviembre de 2022       |
| 4   | «Secreto descubierto» | 1 de diciembre de 2022        |
| 5   | «Crisis»              | 8 de diciembre de 2022        |
| 6   | «Más cerca»           | 15 de diciembre de 2022       |

## Producción
En agosto de 2021, la serie fue presentado con el título La rebelión de las esposas, siendo uno de los títulos que Pantaya y Eletantec Global producirán en conjunto. El rodaje de la serie inició el 7 de enero de 2022 en una locación de la Ciudad de México, teniendo como título oficial La rebelión. El 14 de enero de 2022, se anunció que Aracely Arámbula, Daniela Vega, Ana Serradilla y Adriana Paz fueron elegidas para los roles estelares. El 29 de octubre de 2022, se anunció que la serie ya no se lanzaría a través de Pantaya, sino a través de Vix+, luego de la adquisición de Pantaya por parte de TelevisaUnivision meses antes. El 10 de noviembre de 2022, TelevisaUnivision lanzó un tráiler oficial.